# 拉法奇維爾 (紐約州)
拉法奇維爾（英語：La Fargeville）是位於美國紐約州傑佛遜縣的普查規定居民點。

## 人口
根據2020年美國人口普查的數據，拉法奇維爾的面積為8.73平方千米，當中陸地面積為8.58平方千米，而水域面積為0.14平方千米。當地共有人口537人，而人口密度為每平方千米61.51人。